# Geely GX7
La Geely GX7 è un'autovettura di tipo SUV prodotta dalla casa automobilistica cinese Geely dal 2012.
La vettura in Cina è stata venduta con varie denominazioni: al debutto come Gleagle GX7 ed Emgrand X7 e dal 2013 è stata aggiunta una terza variante denominata Englon SX7. 
Dal settembre 2014, in seguito alla soppressione dei tre brand, la vettura è stata unificata nella denominazione Geely GX7.

## Storia
Lo sviluppo della prima SUV a marchio Geely partì nel 2006 con il nome in codice GX e come modello di riferimento la casa cinese scelse la Toyota RAV4 di terza generazione (XA30) che in Cina godeva di un ottimo successo; la Geely già con la berlina Emgrand EC8 aveva utilizzato il modello un altro modello della casa giapponese ovvero la Toyota Camry come benchmark in quanto riteneva i modelli del costruttore giapponese all'apice nella qualità e nell'affidabilità. 
Nel dicembre del 2009 debutta il modello sotto forma di prototipo ribattezzata GLEagle GX7, dove GLEagle è il nuovo brand della Geely che identifica i modelli dal target giovanile e modaioli, tuttavia la vettura subisce numerosi ritardi, e l’anno seguente nel dicembre del 2010 al salone di Guangzhou viene esposta la Emgrand EX7 Concept ancora sotto forma di prototipo semi definitivo e con il brand Emgrand destinata ad entrare in produzione nel dicembre del 2011. Tuttavia a causa di alcuni problemi di affidabilità la vettura venne rimandata all'aprile del 2012 dove viene esposta nella versione definitiva al salone di Pechino ed entra in produzione nello stabilimento Geely di Chengdu nello stesso mese.
Le vendite partono da maggio 2012 e viene venduta sia dalle concessionarie GLEagle che da quelle Emgrand rispettivamente come GLEagle GX7 e che come Emgrand X7. Le uniche differenza tra i due modelli sono nel marchio applicato sulla calandra e negli allestimenti più ricchi ed equipaggiati sul modello a brand Emgrand. 
Lunga 4,544 metri, utilizza una nuova piattaforma di tipo monoscocca a trazione anteriore oppure integrale inseribile elettronicamente; esteticamente richiama molto la RAV4 terza serie sia nel design che nell'andamento della carrozzeria. La gamma motori è composta da propulsori tutti alimentati a benzina: un quattro cilindri 1.8 Mitsubishi (4G18N) da 136 cavalli abbinato ad un cambio manuale a 6 rapporti, un 2.0 Mitsubishi (4G20) da 144 cavalli con cambio manuale a sei rapporti o un automatico a sei rapporti della SKF e un 2.4 (4G64) sempre di origine Mitsubishi da 163 cavalli con cambio automatico sei rapporti. Nei mercati di esportazione viene venduta la versione Emgrand X7 meglio rifinita ed equipaggiata. Nel mercato dell’est europeo la Emgrand X7 viene assemblata in complete knock down dalla BelGee (joint venture tra la BelAZ e la Geely) nello stabilimento di Barysaŭ in Bielorussia con componenti spediti dalla Cina.
Dall'aprile del 2013 venne venduta anche una terza versione gemella denominata Geely Englon SX7.
Nel settembre del 2014 viene presentata la gamma Model Year 2015 e i brand Gleagle, Englon ed Emgrand vengono soppressi e la vettura viene ribattezzata semplicemente Geely GX7. Per l’occasione vengono cambiati gli interni dove debutta una nuova plancia ridisegbata con nuova strumentazione a “binocolo”, nuovo impianto infotainment touchscreen con connessione internet e navigatore con bluetooth, nuovi sedili e nuovo tunnel centrale.
Nell’ottobre del 2015 subisce un aggiornamento estetico e viene cambiata la mascherina frontale che incorpora il nuovo logo Geely e i fanali posteriori con nuova grafica. 

### Restyling 2016: Geely Vision X6

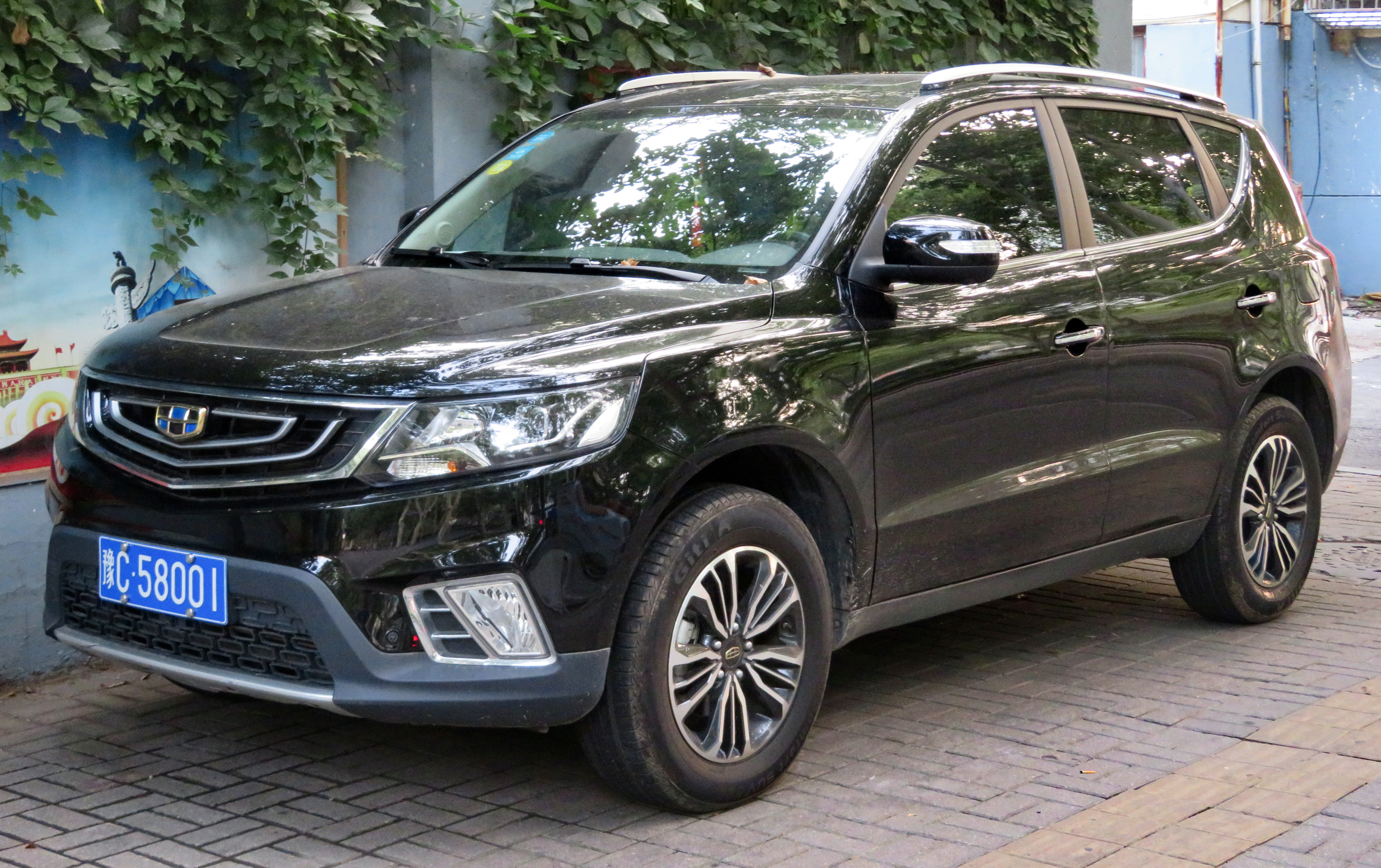
Geely Vision X6 del 2016

Nel maggio 2006 viene presentato in Cina un profondo restyling disegnato da Peter Horbury e la vettura cambia nome in Geely Vision X6 (tradotto in Yuanjing X6 in lingua cinese) dove viene modificato il frontale e la calandra riprendendo il family feeling dei modelli Emgrand GS e GL, i nuovi fanali hanno proiettori a LED e debutta un nuovo motore quattro cilindri benzina 1.3 turbo di origine Mitsubishi erogante 133 cavalli abbinato al cambio automatico CVT a otto rapporti in modalità sequenziale. Il 2.4 aspirato esce di produzione per il mercato cinese ma continua ad essere disponibile nei mercati di esportazione (est europa, sud est asiatico e sud america) dove continuerà ad essere venduta come Geely Emgrand X7 abbinato al cambio automatico a sei rapporti e alla trazione anteriore o integrale. 
Nell’agosto del 2018 viene presentato un altro leggero restyling che mantiene le stesse sembianze della Vision X6 del 2016; le uniche modifiche riguardano i paraurti anteriori dove viene rimpiccolita la sede dei fendinebbia. Internamente viene rinnovata la rifinitura dei pannelli porta e dei sedili. La gamma motori resta invariata.

### Restyling 2019

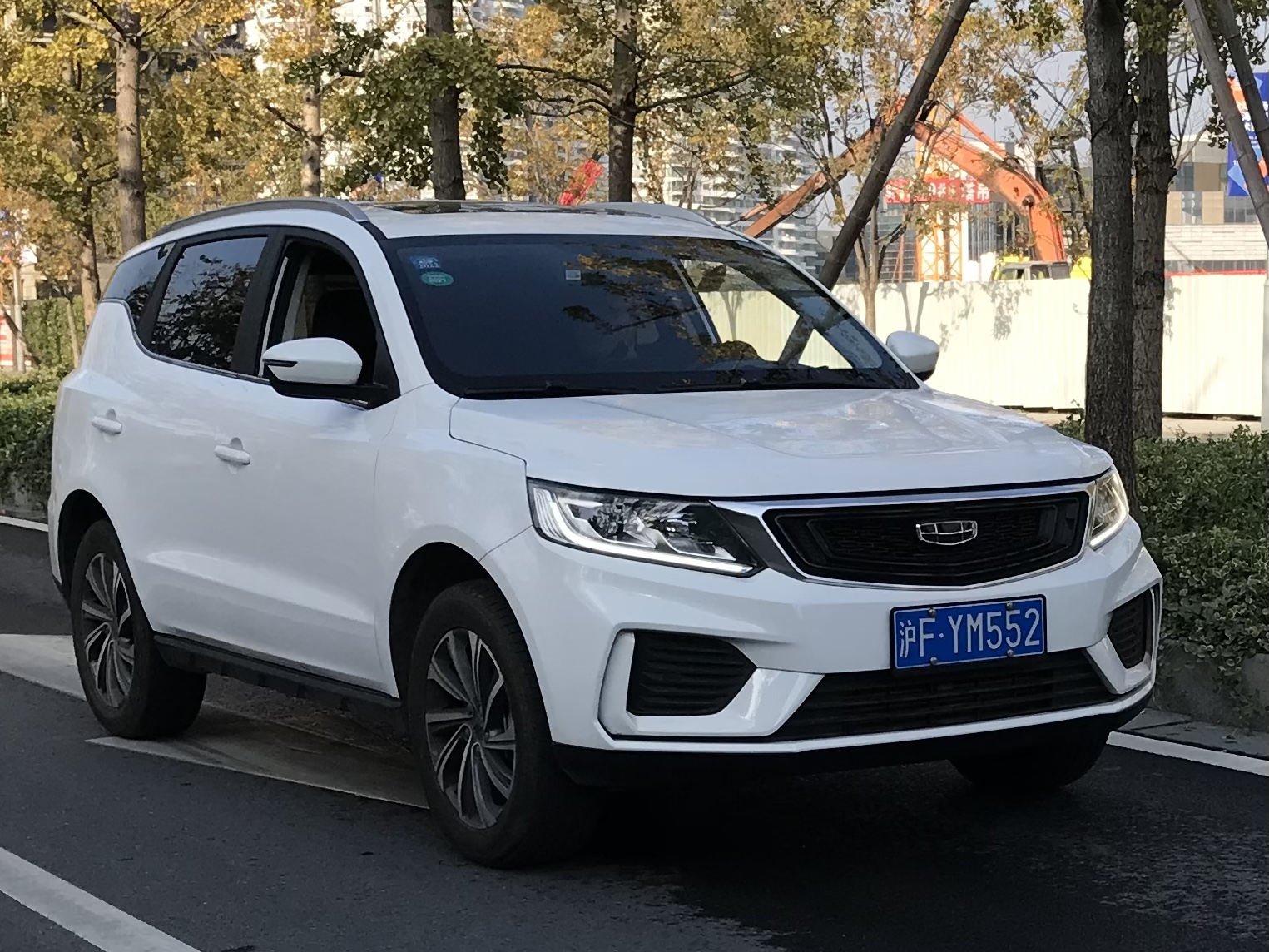
La Vision X6 modello 2020

Nell’ottobre 2019 debutta la Vision X6 Model Year 2020 e per l’occasione subisce un ulteriore restyling. La vettura porta al debutto un nuovo paraurti anteriore con prese d’aria più piccole e minigonne in tinta carrozzeria, nuova calandra più grande che incorpora il nuovo logo Geely, nuovi fanali a LED più spigolosi. Al posteriore vengono introdotti nuovi fanali orizzontali a LED più sottili, nuovo portellone e paraurti e nella fiancata viene modificato il montante C con il terzo finestrino si raccorda al lunotto. La gamma motori viene ora composta dal nuovo motore quattro cilindri benzina 1.4 turbo (codice JLB-4G14TB) da 144 cavalli e 235 Nm di coppia massima progettato da Geely che sostituisce il vecchio 1.3 turbo Mitsubishi e il 1.8 aspirato. Il nuovo 1.4 è abbinato ad un cambio manuale a sei rapporti, ad un automatico sequenziale con convertitore a sei rapporti o ad un automatico CVT a otto rapporti. La dotazione di sicurezza viene arricchita da numerosi dispositivi di assistenza alla guida come la frenata automatica d’emergenza (AEB) con riconoscimento ostacolo, adaptive cruise control (ACC), fanali abbaglianti automatici. Internamente la plancia è tutta nuova e porta al debutto il nuovo sistema multimediale GKUI (Geek user interaction) con schermo touchscreen stile tablet da 8 e 10.35 pollici con connessione internet 4G, hotspot, wi-fi, e connessione con telefono, apertura keyless e navigatore, nuova strumentazione LCD da 7 pollici, nuovo tunnel centrale.